# Károly Alexy
Károly Alexy (8 de febrero de 1823 - 20 de mayo de 1880), fue un escultor húngaro. Su estilo escultórico integraba elementos del clasicismo y del romanticismo.
Alexy nació en Poprad, por entonces del Reino de Hungría y actualmente en territorio Eslovaco. Tras asistir a la Academia de Viena creó pequeños bronces ( Fausto y Margarita , y Egmond y Klara .
Alexy es quizá más famoso por su serie de esculturas de mariscal de campaña que comenzó en 1844. Preparó los bocetos para una escultura del Rey Matthias de Hungría pero no demostró estar acertado. 
En 1845 trabajó en las esculturas de la Capilla de Hermina en Budapest. Algunas de sus obras ("Rey Matthias", "Maria Teresa", "Cristo bajo los olivos", etc.) fueron expuestas en 1846. Alexy creó entonces un busto de Lajos Battyány en 1848. 
Metido en política, Alexy participó en la guerra de Independencia húngara entre 1848 y 1849, y a resultas de ello fue sentenciado a diez años de prisión. 
Aun así fue liberado antes de lo esperado y emigró a Londres al final de la década de 1850, donde recreó los bustos de Lajos Batthány y Lajos Kossuth. 
Tras su regreso a Budapest en 1861, trabajó como profesor de arte hasta su muerte en la misma ciudad en 1880.

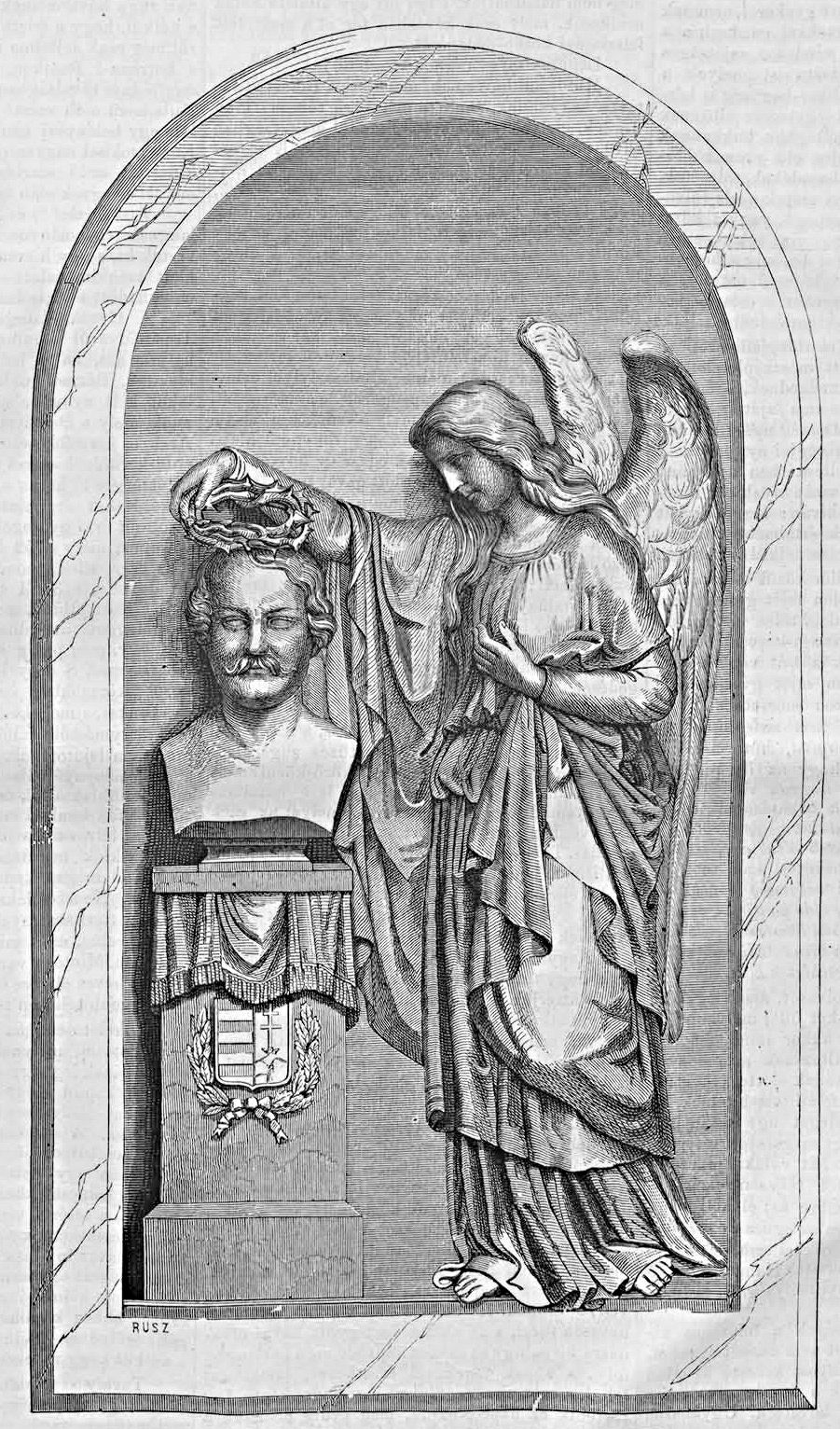
Monumento en memoria del político Jeszenák János. Reproducción en la prensa de 1869

## Obras
- Matías Corvino (estatuilla de bronce, Galería Nacional de Hungría),
- Conde Ernő Starhemberg (bronce, MNG),
- Sándor Petőfi (busto, Petőfi Irodalmi Múzeum - Museo de la Literatura de Hungría),
- István Széchenyi(busto, MTA)
- Fausto y Margarita(grupo estatuilla de bronce)
- Egmond y Klara (grupo estatuilla de bronce)
- Príncipe Eugenio de Saboya (1844) (enlace roto disponible en Internet Archive; véase el historial, la primera versión y la última). (estatuilla de bronce)